# Countryman (Album)
Countryman ist ein Musikalbum von Willie Nelson aus dem Jahr 2005. Es wurde am 2. August 2005 von Lost Highway veröffentlicht. Auf dem Album befindet sich neben dem Nelson-typischen Country auch verschiedene Reggae- und Gospellieder.

## Entstehungsgeschichte
Die Idee eines Albums, das Country mit Reggae verbinden sollte, entstand Mitte der 1990er bei einem Brainstorming mit Musikproduzent Don Was und Chris Blackwell von Island Records. Ein Großteil der Songs wurde bereits in den Jahren 1996 und 1997 in den Ocean Way Studios von Los Angeles eingespielt. Als die Arbeiten an dem Album fast beendet waren, gab es jedoch Probleme mit Island Records, die in finanziellen Schwierigkeiten steckten und von Universal Music geschluckt wurden. Diese zeigten jedoch kein Interesse mehr am Album, so dass es mehrere Jahre auf Eis lag. Als mit Lost Highway schließlich ein Label gefunden wurde, dass das Album veröffentlichen wollte und konnte, beendete Richard Feldman die begonnenen Arbeiten. Die neuen Aufnahmen wurden im Studio of the Legends in Jamaika eingespielt.

## Musikstil
Ein Großteil des Albums besteht aus Liedern, die Willie Nelson bereits früher geschrieben hatte. Beim Songwriting wurde er von Ray Price bei I’ve Just Destroyed the World und Hank Cochran bei Undo the Right unterstützt. Dazu kommen mit The Harder They Come und Sitting in Limbo noch zwei Coverversionen von Jimmy Cliff und mit I’m a Worried Man eine Coverversion von Johnny Cash. Letzteres ist ein Duett mit Toots Hibbert. Dem Thema des Albums entsprechend mischt Nelson hier seinen typischen Country-Stil mit Gospelklängen und Einflüssen aus dem Reggae.

## Cover
Das Albumcover zeigt ein Blatt einer Hanfpflanze. Willie Nelson ist bekennender Marihuanakonsument. Das Album erschien im Digipak, die Verpackung ist in den panafrikanischen Farben gehalten, was ebenfalls die Verbindung zum Reggae darstellen soll. Im Handel erhältlich war jedoch auch eine zahmere Version des Covers, das lediglich eine Palme zeigte.

## Titelliste
Alle Lieder von Willie Nelson, außer wo angegeben:
1. Do You Mind Too Much If I Don’t Understand – 2:46
2. How Long Is Forever – 3:19
3. I’m a Worried Man (feat. Toots Hibbert) (John Cash, June Carter Cash) – 2:31
4. The Harder They Come (Jimmy Cliff) – 3:36
5. Something to Think About – 3:12
6. Sitting in Limbo (Jimmy Cliff) – 2:39
7. Darkness on the Face of the Earth – 2:15
8. One in a Row – 3:31
9. I’ve Just Destroyed the World (Willie Nelson, Ray Price) – 2:42
10. You Left Me a Long, Long Time Ago – 2:59
11. I Guess I’ve Come to Live Here – 2:23
12. Undo the Right (Hank Cochran, Willie Nelson) – 2:30

## Rezeption
Das Album wurde von Steve Legett von Allmusic mit lediglich 2,5 von fünf Sternen bewertet. Er meinte, das Album würde weder guten Country noch guten Reggae beinhalten. Vielleicht sei das Album 1995 eine gute Idee gewesen, doch heute würden die Kompositionen nicht funktionieren. Auch Stephen M. Deuser von Pitchfork bewertete das Album mit 3,8 Punkten von 10 recht mager und bezeichnete das Album als unausgegoren. Als positiv hob er Nelsons Version von The Harder They Come hervor. Barry Walters vom Rolling Stone vergab zwei (von fünf) Sternen und lobte ebenfalls nur den einen Track.

## Erfolg
Das Album erreichte Platz 46 der Billboard 200. In den Spezialcharts für Countryalben erreichte es Platz 6, bei den Reggaealben sogar Platz 1. Es wurden keine Singles aus dem Album ausgekoppelt.

## Besetzung
- Craig Allen – Art Direction, Design
- Sweet Pea Atkinson – Gesang
- Dan Bosworth – Gitarre
- Sir Harry Bowens – Gesang
- Kim Buie – Executive Producer
- Santa Davis – Schlagzeug
- Richard Feldman – Gitarre, Produzent, Engineer, Mixing
- Pam Hall – Gesang
- Jim Herrington – Fotografie
- Randy Jacobs – Gitarre
- Wayne Jobson – Gitarre, Production Coordination
- Donald Ray Mitchell – Gesang
- Rik Pekkonen – Engineer
- Mickey Raphael – Harmonica
- Stephen Stewart – Keyboards, Engineer
- Robby Turner – Dobro, Hawaiigitarre
- Norris Webb – Keyboards
- Tom Weir – Mixing